# Eilema fuscodorsalis
Eilema fuscodorsalis là một loài bướm đêm thuộc phân họ Arctiinae, họ Erebidae.